# Ruby Tuesday
«Ruby Tuesday» (букв. с англ. — «Рубиновый вторник») — сингл группы The Rolling Stones, записанный в 1966 и выпущенный в 1967 году. Стал синглом № 1 в чарте Billboard Hot 100.

## История написания
В 1970 году в интервью журналу Rolling Stone Кит Ричардс сказал, что написал «Ruby Tuesday» где-то в начале 1966 года в номере лос-анджелесского отеля, об одной знакомой групи. По его словам, конкретным прототипом героини песни стала Линда Кийт, бывшая некоторое время в середине 1960-х годов девушкой Ричардса, но потом бросившая его ради Джими Хендрикса, позже ставшая наркоманкой. В своей автобиографии Ричардс писал, что долго не мог пережить подобную измену и много лет не разговаривал с Линдой вообще.
Текст «Ruby Tuesday», судя по всему, описывает ветреную, непостоянную женщину, которую, однако же, герой не в силах в чём-то обвинить.
В 1995 году Мик Джаггер говорил о песне издателю Джэнну Уэннеру:

Это просто славная мелодия, честное слово. И прелестный текст. Ничего из этого я сам не написал, но мне всегда приятно это петь.
Оригинальный текст (англ.)It's just a nice melody, really. And a lovely lyric. Neither of which I wrote, but I always enjoy singing it.

Как считает Марианна Фейтфулл, первую версию «Ruby Tuesday» написал Брайан Джонс.
«Ruby Tuesday» оказалась на 303 месте в списке 500 лучших песен всех времён по версии журнала Rolling Stone.

## Участники записи
- Мик Джаггер — ведущий вокал, бэк-вокал, тамбурин
- Кит Ричардс — контрабас, акустическая гитара, бэк-вокал
- Брайан Джонс — блокфлейта, фортепьяно, бэк-вокал
- Билл Уаймэн — контрабас, бас-гитара
- Чарли Уоттс — ударная установка

## Кавер-версии
- Версия Мелани с альбома Candles in the Rain (1970). В 1978 году певица записала вторую версию «Ruby Tuesday» и включила её в альбом Ballroom Streets
- Версия Nazareth с альбома The Catch (1984)
- Версия Джулиана Леннона, часть саундтрека к телесериалу «Чудесные годы» (1989)
- Версия «Странного Эла» Янковича с альбома The Hot Rocks Polka (1989)
- Версия Рода Стюарта из сборника Lead Vocalist (1993)
- Инструментальная версия Марианны Фейтфулл с альбома Symphonic Music of The Rolling Stones (1994)
- Версия Франко Баттиато с альбома Fleurs (1999), позже вошедшая в саундтрек к фильму «Дитя человеческое»
- Версия The Corrs с альбома VH1 Presents: The Corrs, Live in Dublin (2002)
- Версия Gotthard с альбома One Life One Soul (2002)
- Версия Сильви Вартан с альбома Nouvelle Vague (2007)
- Версия Scorpions с альбома Comeblack (2011)